# Le Berger des abeilles
Le Berger des abeilles est un roman d'Armand Lanoux paru en 1974.

## Origine du roman
Au début des années 1960, Armand Lanoux avait écrit une scène appelée L'Homme qui suivait le printemps et destinée à être diffusée sur Radio Inter. L'auteur se rendit dans les Pyrénées-Orientales en 1972 pour vérifier les faits historiques. Il arrangea ensuite une histoire et L'Homme qui suivait le printemps devint un chapitre du roman.

## Résumé
En mai 1943, un jeune lieutenant originaire du Nord de la France vient de rentrer de prison en Poméranie. Le ministère des prisonniers l'envoie en congé dans les Pyrénées-Orientales. En arrivant à la gare de Perpignan, la personne qui devait l'emmener à l'hôtel ne vient pas, mais un taxi-vélo-cycliste l'aborde et lui propose de l'emmener. Mais à l'hôtel, son nom n'apparaît pas dans les réservations.